# Abelcourt
 Abelcourt  es una población y comuna francesa, situada en la Región de Borgoña-Franco Condado, departamento de Alto Saona, en el distrito de Lure y cantón de Saint-Loup-sur-Semouse.

## Demografía
| Gráfica de evolución demográfica de Abelcourt entre 2006 y 2019 |
|                                                                 |

Fuentes: INSEE.

## Políticos
Elecciones Presidential Segunda Vuelta:
| Elección | Elección | Candidato Ganador | Partido | %     |
| -------- | -------- | ----------------- | ------- | ----- |
|          | 2022     | Marine Le Pen     | RN      | 71,68 |
|          | 2017     | Marine Le Pen     | FN      | 60,69 |
|          | 2012     | Nicolas Sarkozy   | UMP     | 52,71 |
|          | 2007     | Nicolas Sarkozy   | UMP     | 65,22 |
|          | 2002     | Jacques Chirac    | RPR     | 67,02 |